# Wabern an der Paar
Wabern an der Paar ist ein Ortsteil der oberbayerischen Gemeinde Geltendorf im Landkreis Landsberg. 

## Lage
Das Kirchdorf liegt ungefähr 18 Kilometer nordöstlich von Landsberg am Lech und gehört zum Geltendorfer Ortsteil Walleshausen. Der Ort liegt am Bach Paar, welcher in die Donau mündet.

## Geschichte
Wabern wurde um 1190 erstmals urkundlich erwähnt. Es bestand anfangs nur aus einem so genannten Wasserschloss, das einem Andechser Ministerialgeschlecht gehörte, sowie einigen Gehöften. Ab 1657 verfügte das Kloster Wessobrunn über die Besitzungen der „Waberer“.
In jüngerer, lokaler Geschichte machte der Ort von sich reden, als er mehrmals den zum Teil bayernweit ausgeschriebenen Wettbewerb „Unser Dorf soll schöner werden“ (seit 1997: „Unser Dorf hat Zukunft“) gewann. 2006 hatte Wabern etwa 130 Einwohner und etwa 36 Haushalte.

## Baudenkmäler
Siehe: Liste der Baudenkmäler in Wabern an der Paar
- Katholische Filialkirche St. Pankratius

## Bodendenkmäler
Siehe: Liste der Bodendenkmäler in Geltendorf

## Verkehr

### Schienenverkehr
Östlich von Wabern verläuft die eingleisige Ammerseebahn von Mering über Geltendorf und Dießen nach Weilheim. An ihr befand sich bis 1962 der eingleisige Haltepunkt Wabern (Paar), der aus einem Seitenbahnsteig am durchgehenden Hauptgleis bestand.
Die Ammerseebahn wurde am 30. Juni 1898 durch die Königlich Bayerischen Staatseisenbahnen eröffnet. An ihr entstand der eingleisige Haltepunkt Wabern, der neben Wabern auch den Ort Dünzelbach sowie den südlichen Teil von Egling an die Ammerseebahn anband. Wabern wurde nur durch die einfachen Personenzüge bedient, Eil- und Schnellzüge durchfuhren den Haltepunkt ohne Halt. Als Empfangsgebäude diente zunächst eine Wellblechhütte, die wenig später durch ein hölzernes Gebäude ersetzt wurde. Später wurde dieses abgerissen und ein Steingebäude errichtet. Bis 1960 diente der Haltepunkt auch zur Verladung von Tieren, wofür eine fahrbare hölzerne Rampe benutzt wurde, da kein Ladegleis vorhanden war. Zum Sommerfahrplan 1962 wurde der Haltepunkt aufgrund zu geringer Fahrgastzahlen aufgegeben und der Seitenbahnsteig abgebaut. Das steinerne Empfangsgebäude wurde Mitte der 1980er-Jahre abgerissen. Heute sind keine Relikte des Haltepunkts mehr vorhanden.

### Busverkehr
Wabern ist in den Münchner Verkehrs- und Tarifverbund (MVV) integriert und täglich mit der Buslinie 816 auf dem Linienweg Landsberg am Lech – Penzing – Wabern – Egling – Walleshausen – Geltendorf angebunden.

## Persönlichkeiten
- Pankraz Fried (1931–2013) ist im Dorf geboren.